# Pico do Ana Moura
O Pico do Ana Moura é uma formação rochosa localizada no município brasileiro de Timóteo, no interior do estado de Minas Gerais. Trata-se do ponto mais elevado desse município, com uma altitude que atinge os 864 metros, mas sua imponência pode ser percebida a partir de vários pontos da Região Metropolitana do Vale do Aço. Há um bairro homônimo na vizinhança do pico.

## Descrição
O nome é uma homenagem a Ana Maria Moura, que era casada com João Rufino de Souza, com quem se estabeleceu nos pés da formação rochosa em 1906. Ali mantiveram criações de gado e café e produziram cachaça e rapadura. Ana Moura morreu residindo no local aos 107 anos em 1972.
Seu topo é aberto à visitação e o acesso é pavimentado. Além de um mirante e torres de comunicação, conta com rampa de decolagem para voo livre. Outros esportes que podem ser praticados na encosta são montanhismo, rapel e trekking. A formação possui estrutura para escaladas via aderência pura, a partir da área rural do bairro Petrópolis, porém se trata de um dos caminhos mais difíceis do Brasil por meio dessa modalidade.
A criminalidade e os vandalismos são problemas frequentes aos visitantes do pico. As torres de rádio e televisão também causam interferências nos saltos, além de afetarem o conjunto paisagístico, o que levou a prefeitura a estabelecer normas urbanísticas e ambientais para a instalação e manutenção desses equipamentos em 2019. Outro imbróglio que o local enfrenta ocasionalmente é a ocorrência de incêndios na vegetação durante a estação seca, o que prejudica a paisagem e ameaça a infraestrutura e as antenas.

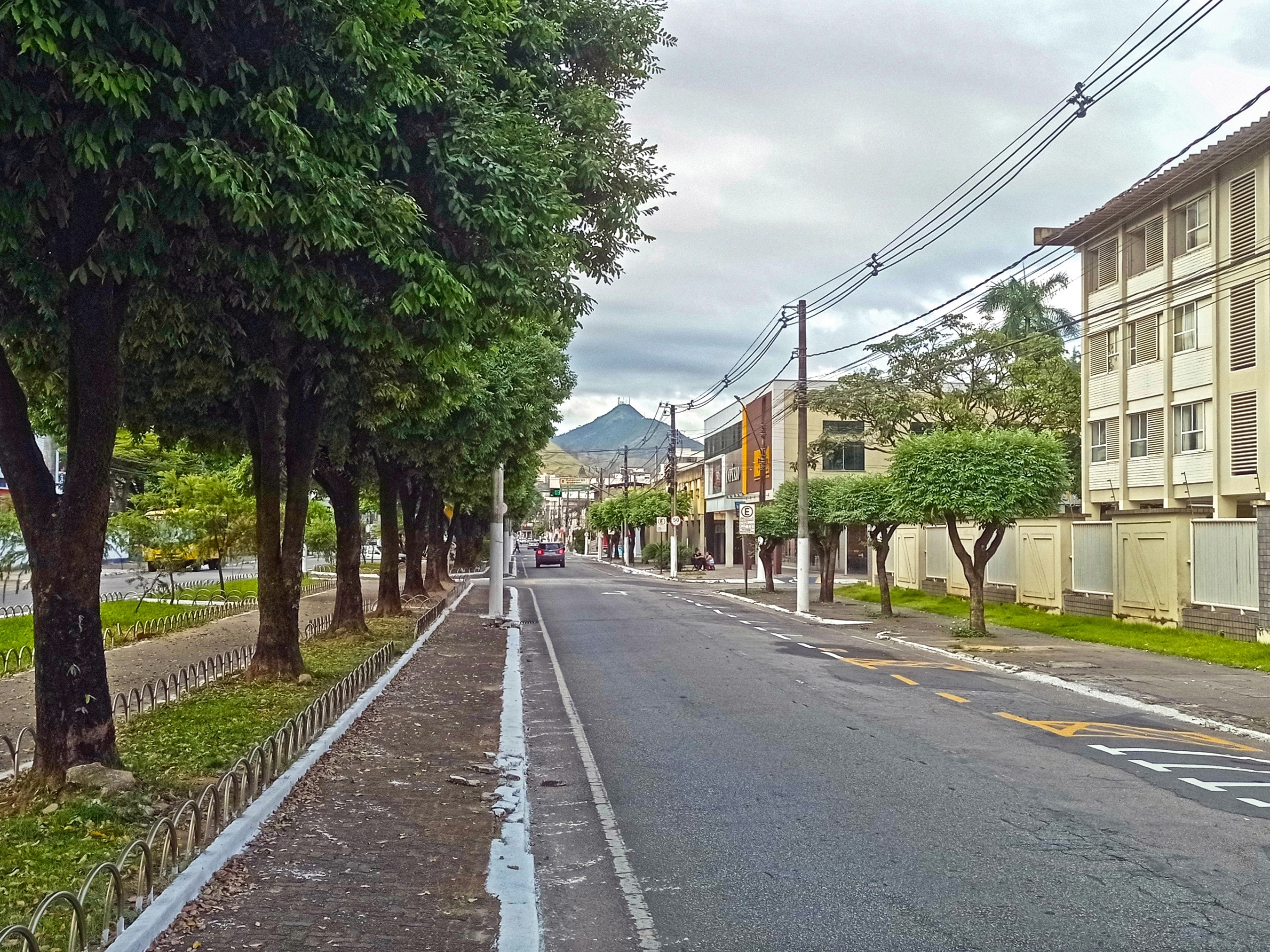
Pico do Ana Moura visto da Alameda 31 de Outubro, no Centro-Norte.
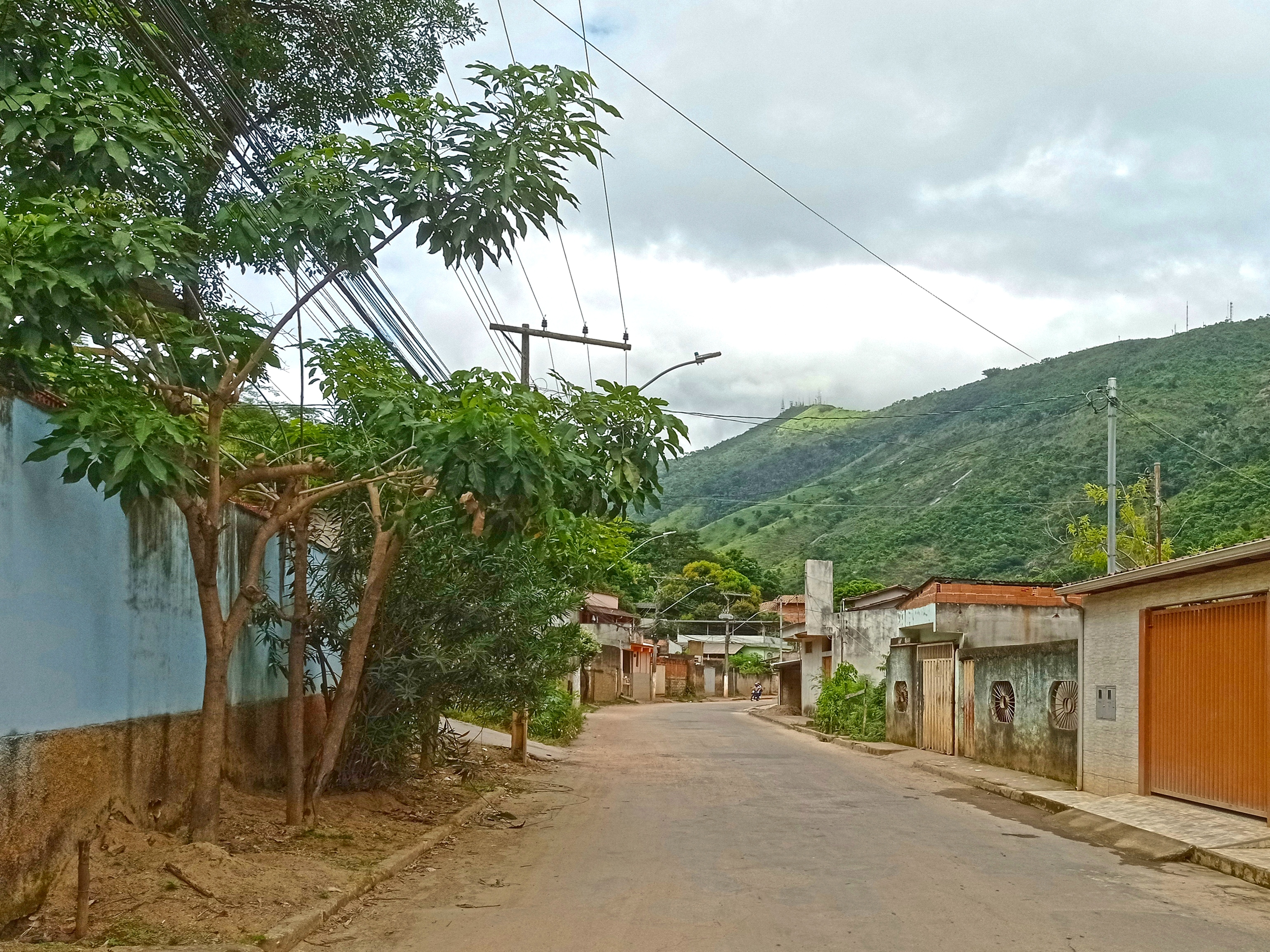
Pico do Ana Moura, ao fundo, visto do bairro Ana Moura.
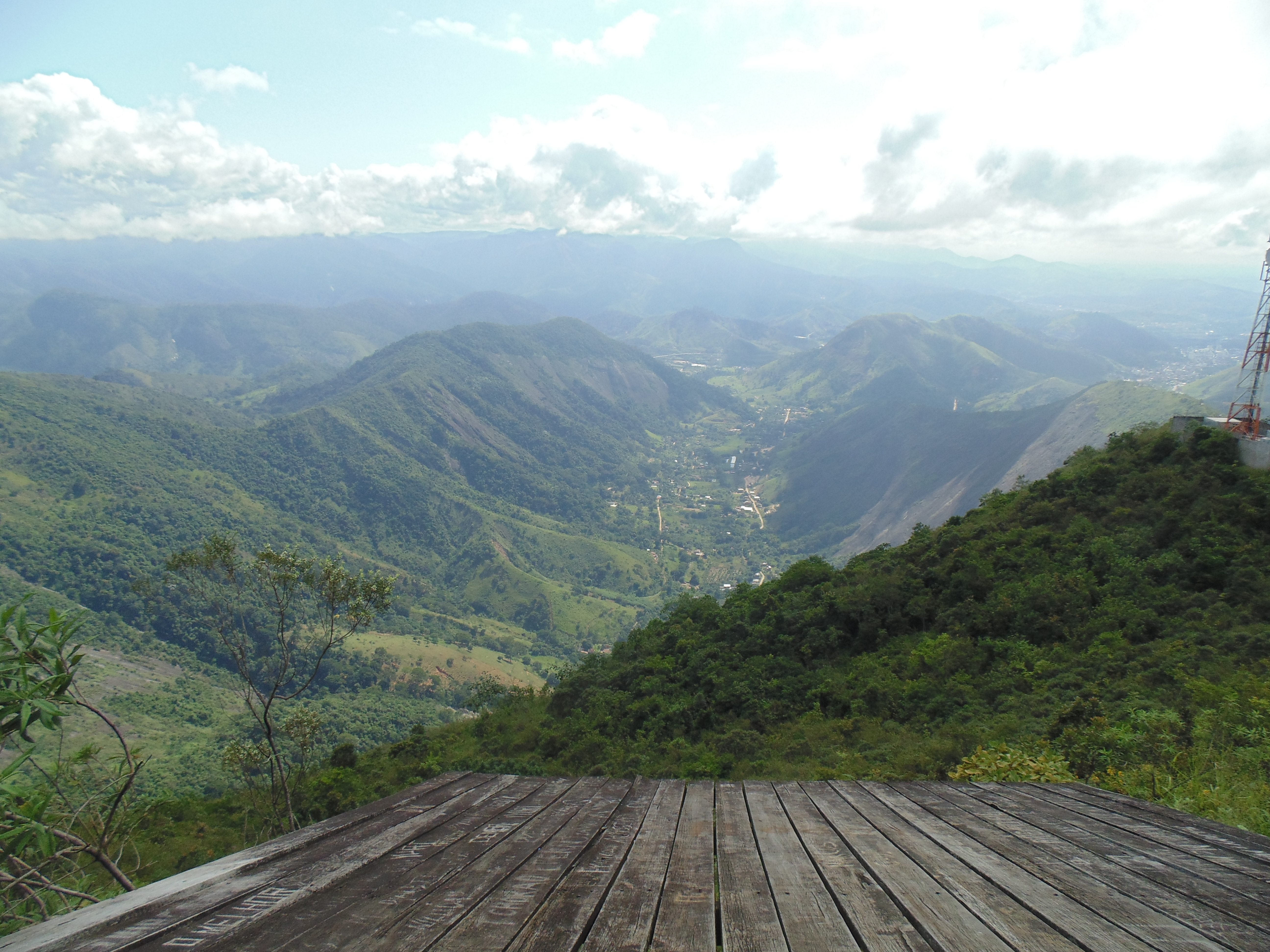
Vista do bairro Petrópolis a partir da rampa de decolagem do Pico do Ana Moura